# Richard Boateng
Richard Boateng (Accra, 10 luglio 1992) è un ex calciatore ghanese, di ruolo centrocampista.